# (33606) Brandonmuncan
1999 JG56 (asteroide 33606) é um asteroide da cintura principal. Possui uma excentricidade de 0.14082740 e uma inclinação de 8.48650º.
Este asteroide foi descoberto no dia 10 de maio de 1999 por LINEAR em Socorro.